# ريس كلارك
ريس كلارك (بالإنجليزية: Rhys Clark)‏ هو طبال أمريكي، ولد في 17 سبتمبر 1946.

## وصلات خارجية
- ريس كلارك على موقع ميوزك برينز (الإنجليزية)
- ريس كلارك على موقع ديسكوغز (الإنجليزية)